# Реакція гемаглютинації

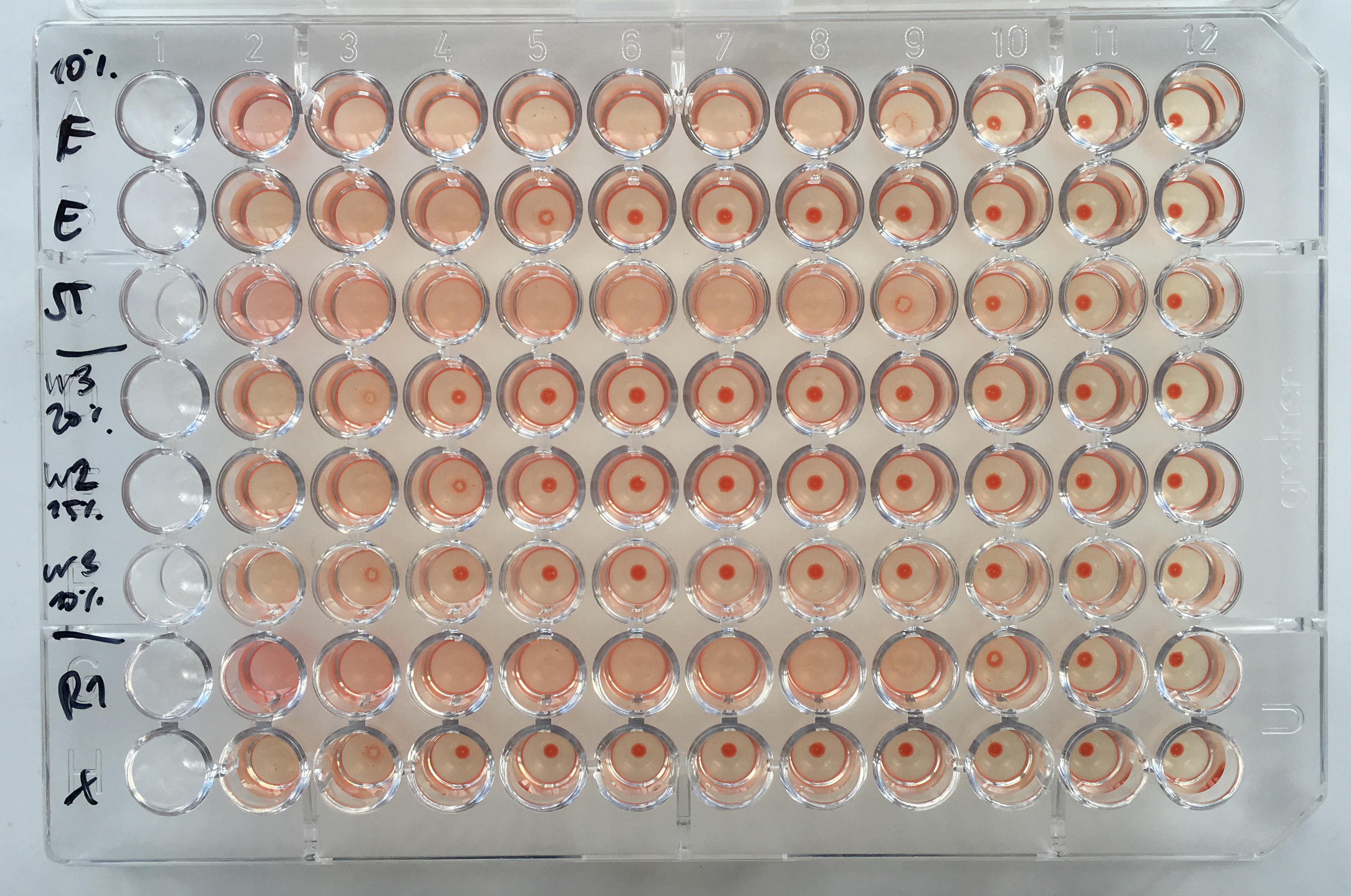
Аналіз гемаглютинації різних зразків грипу, розведених зліва направо.

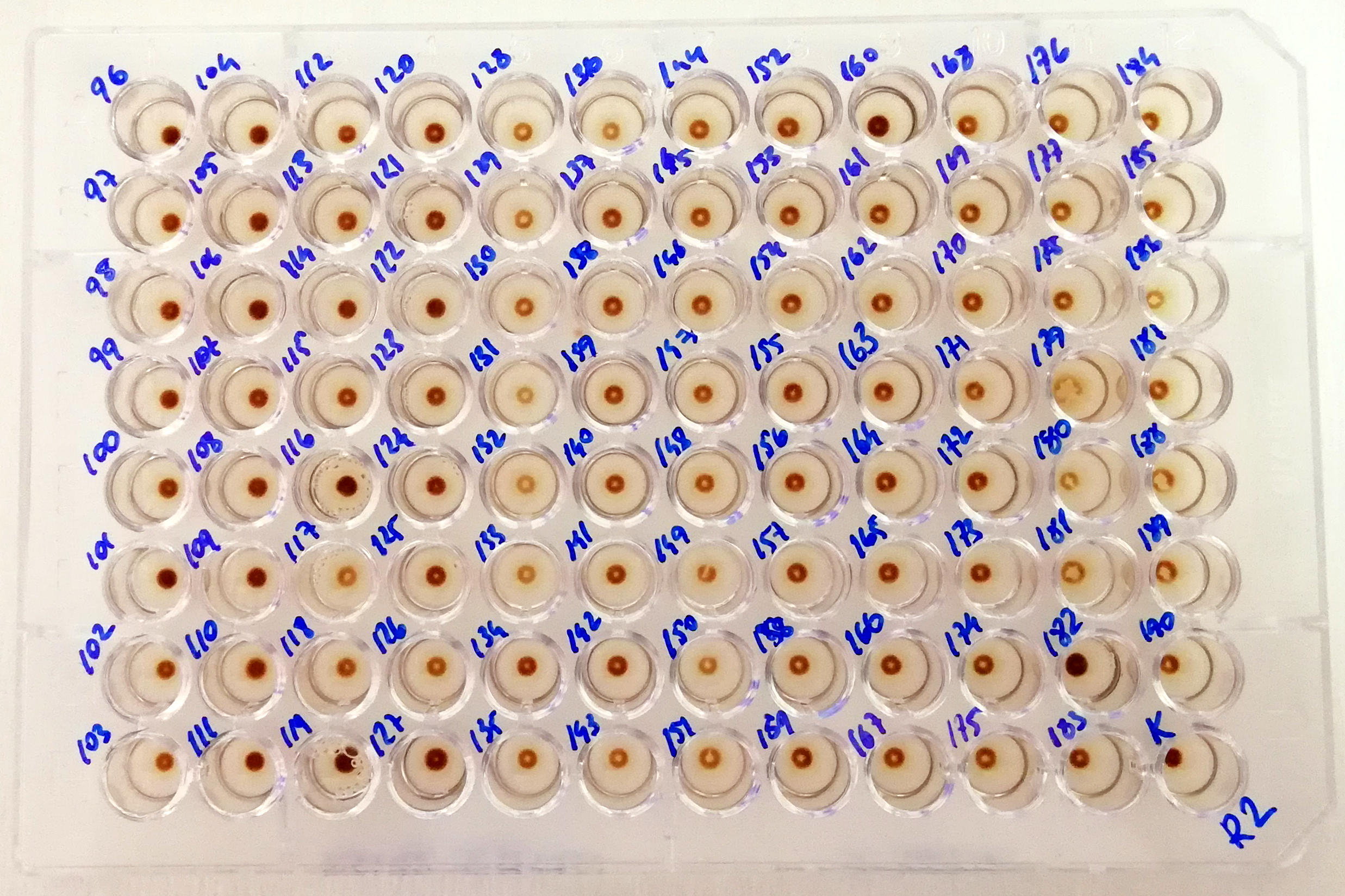
Тест пасивної гемаглютинації на ехінококоз людини. Різні зразки сироватки, розведені зліва направо. У пробі 179 підозрюється серопозитивність

Реакція гемаглютинації (РГА, англ. hemagglutination assay) — один із серологічних тестів, заснований на аглютинації еритроцитів крові. Іншими такими тестами є реакція пасивної гемаглютинації (РПГА), реакція гальмування гемаглютинації (РГГА). Ці методи були створені для кількісного визначення відносної концентрації вірусів, бактерій або антитіл.
Реакція заснована на здатності еритроцитів (морської свинки, курки, собаки, людини з О-групою крові) адсорбувати на своїй поверхні антиген і внаслідок цього аглютинувати. У реакції використовується процес, в якому рецептори сіалової кислоти на поверхні еритроцитів зв'язуються з глікопротеїном гемаглютиніну, знайденим на поверхні вірусу грипу і кількох інших. Рецептори створюють мережу або структуру решітки взаємопов'язаних еритроцитів і вірусних клітин. Аглютинована решітка підтримує еритроцити у зваженому розподілі, що зазвичай розглядається як дифузно червоний розчин. Формування решітки залежить від концентрації вірусу та еритроцитів, і коли відносна концентрація вірусу занадто низька, еритроцити не обмежені решіткою і осідають на дно лунки.
Гемаглютинація спостерігається в присутності стафілококів, вібріонів та інших видів бактерій, подібно до механізму, який віруси використовують для спричинення аглютинації еритроцитів. Еритроцити, що використовуються в реакції, зазвичай отримані від курей, індиків, коней, морських свинок або людей залежно від того вірусу чи бактерії, які розшукуються, та пов'язаних із ними поверхневих рецепторів на еритроцитах.
Реакція вважається позитивною, якщо створюється осад еритроцитів, що вистилає дно пробірки нагадуючи «парасольку», реакція вважається негативною, якщо осад еритроцитів виглядає як «ґудзичок».
Еритроцити, що використовуються в реакції, зазвичай отримують від курей, індиків, коней, морських свинок або людей залежно від селективності цільового вірусу чи бактерії та пов'язаних з ними поверхневих рецепторів на еритроцитах.
Реакція загалом не відноситься до чітких імуно-серологічних реакцій, хоча комплементарність вірусів та еритроцитів, які беруть у ній участь, багато у чому нагадує специфічність імунологічних реакцій. Вона має широке застосування у вірусології як швидкий, технічно невибагливий, економічний і досить надійний метод виявлення та титрування вірусів. У медичній практиці застосовується для діагностики грипу, верифікація наявності вірусу здійснюється в амніотичній, алантоїсній або культуральній рідинах. Виявилено, що гемаглютинуючі властивості мають багато інших вірусів: вісповакцини, енцефаломієліту пацюків, ящура, епідемічного паротиту, поліоми та інших аглютинують еритроцити.